# Lijst van vorsten genaamd Adolf
Adolf was de naam van de volgende heersers:

## Adolf I
- Adolf I van Altena, aartsbisschop van Keulen (* 1157 † 1220)
- Adolf I van Anhalt  vorst van Anhalt-Köthen († 1473)
- Adolf I van Berg, graaf (* 1045, † 1106)
- Adolf I van Luxemburg, groothertog (* 1817 † 1905)
- Adolf I van der Mark, graaf van Altena-Mark (* 1226 † 1249)
- Adolf I van Nassau-Siegen, graaf (* 1362 † 1420)
- Adolf I van Nassau-Wiesbaden-Idstein, graaf (* 1307 † 1370)
- Adolf I van Nassau-Wiesbaden-Idstein, aartsbisschop en keurvorst van Mainz († 1390)
- Adolf I van Schauenburg en Holstein, graaf († 1130)
- Adolf I van Sleeswijk-Holstein-Gottorf, hertog (* 1526 † 1586)
- Adolf I George van Schaumburg-Lippe, vorst (1860-1893), (* 1817 † 1893)

## Adolf II
- Adolf II van Anhalt, vorst van Anhalt-Zerbst (1474-1508) en prins-bisschop van Merseburg (1514-152) (* 1458 † 1526)
- Adolf II van Berg, graaf (1106-1160)
- Adolf II van der Mark, graaf van der Mark, graaf van Kleef († 1347)
- Adolf II van der Mark, prins-bisschop van Luik (* 1288 † 1344)
- Adolf II van Nassau-Wiesbaden-Idstein, graaf (* 1386 † 1426)
- Adolf II van Nassau-Wiesbaden-Idstein, aartsbisschop en keurvorst van Mainz (* ca. 1423 † 1475)
- Adolf II van Schauenburg en Holstein, graaf († 1164)
- Adolf II van Schaumburg-Lippe, vorst (- 1918) (* 1883 - † 1936)
- Adolf II van Waldeck (1250-1302), graaf van Waldeck, prins-bisschop van Luik (1301-1302)

## Adolf III
- Adolf III van Berg, graaf († 1218)
- Adolf III van der Mark, bisschop van Münster, aartsbisschop van Keulen, graaf van Kleef, graaf van Mark (* 1334 † 1394)
- Adolf III van Nassau-Wiesbaden, graaf van Nassau-Wiesbaden, stadhouder van Gelre en Zutphen (* 1443 † 1511)
- Adolf III van Schauenburg en Holstein, graaf (* 1160 † 1225)
- Adolf III van Schaumburg, aartsbisschop van Keulen (* 1511 † 1556)

## Adolf IV/...
- Adolf IV van Berg, graaf van Berg (1246-1256)
- Adolf IV van Kleef-Mark, graaf van der Mark, eerste hertog van Kleef
- Adolf IV van Nassau-Idstein, graaf (* 1518 † 1556)
- Adolf IV van Schauenburg en Holstein, graaf (* voor 1205, † 1261)
- Adolf V van Berg, graaf van Berg (1259-1296)
- Adolf V van Holstein-Segeberg, graaf (1263-1273)
- Adolf VI van Schaumburg, graaf van Schaumburg en Holstein-Pinneberg (* ca 1256; † 1315)
- Adolf VI van Berg, graaf van Berg (1308-1348)
- Adolf VII van Schaumburg, graaf van Schaumburg en Holstein-Pinneberg (1315-1354)
- Adolf VII van Holstein-Kiel, graaf van Holstein-Kiel en Holstein-Plön (1359-1390)
- Adolf VII van Berg, graaf van Berg (1408-1437)
- Adolf VIII van Schaumburg, graaf van Schaumburg en Holstein-Pinneberg (1354-1370)
- Adolf VIII van Holstein, graaf van Holstein, hertog van Sleeswijk (* 1401; † 1459)
- Adolf IX van Schaumburg, graaf van Schaumburg en Holstein-Pinneberg (1404-1426)
- Adolf X van Schaumburg, graaf van Schaumburg en Holstein-Pinneberg (1464-1474)
- Adolf XI van Schaumburg, graaf van Schaumburg en Holstein-Pinneberg (1576-1601)

## Adolf
- Adolf van Egmond, hertog van Gelre (* 1439 † 1477)
- Adolf van Nassau, Duits koning (* ca. 1255 † 1298)
- Adolf van Nassau-Saarbrücken, graaf (* 1526 † 1559)
- Adolf van Nassau, graaf (* 1540 † 1568)
- Adolf Frederik van Zweden, koning (* 1751 † 1771)
- Adolf Frederik I van Mecklenburg-Strelitz, hertog (1592-1628)
- Adolf Frederik II van Mecklenburg-Strelitz, hertog (1701-1708)
- Adolf Frederik III van Mecklenburg-Strelitz, hertog (1708-1752)
- Adolf Frederik IV van Mecklenburg-Strelitz, hertog (1752-1794)
- Adolf Frederik V van Mecklenburg-Strelitz, groothertog (1904-1914)
- Adolf Frederik VI van Mecklenburg-Strelitz, groothertog (1914-1918)